# Prag-Film
Die Prag-Film AG war eine deutsche Filmproduktionsgesellschaft, die von 1941 bis 1945 bestand und ihren Sitz im besetzten Prag hatte. Sie vertrat nach der Zerschlagung der Tschechoslowakei die Interessen der Reichs-Kinematografie im „Protektorat Böhmen und Mähren“.
Die Prag-Film AG entstand am 21. November 1941 aus den Produktionseinrichtungen der tschechoslowakischen AB-Filmfabrikations AG. Dazu gehörten die bedeutenden Ateliers in Barrandov und Hostivař. Mit der Gründung der Ufa-Film GmbH (UFI) am 10. Januar 1942 wurde sie in den Staatskonzern einverleibt und behielt nur noch formale Selbstständigkeit.

## Spielfilme der Prag-Film AG
- Himmel, wir erben ein Schloß! (Peter Paul Brauer, 1942/43)
- Liebe, Leidenschaft und Leid (Josef Alfred Holman, 1942/43)
- Die Jungfern vom Bischofsberg (Peter Paul Brauer, 1942/43)
- Seine beste Rolle (Vladimir Slavínský, 1943/44)
- Der zweite Schuß (Martin Frič, 1943)
- Das schwarze Schaf (Friedrich Zittau d. i. Miroslav Cikán, 1943)
- Sieben Briefe (Vladimir Slavínský, 1943/44)
- Glück unterwegs (Friedrich Zittau d. i. Miroslav Cikán, 1943/44)
- Spiel (Alfred Stöger, 1944)
- Schicksal am Strom (Heinz Paul, 1943/44)
- Komm' zu mir zurück! (Heinz Paul, 1944)
- Dir zuliebe (Martin Frič, 1944)
- Shiva und die Galgenblume (Hans Steinhoff, 1945 – unvollendet)